# 法尔科纳拉-阿尔巴内塞
法尔科纳拉-阿尔巴内塞（義大利語：Falconara Albanese），是意大利科森扎省的一个市镇。总面积18平方公里，人口1403人，人口密度77.9人/平方公里（2009年）。ISTAT代码为078052。